# The Explosions
2005年、Dr&Baのリズムユニットとして福岡にて結成。
1970年代ルーツレゲエ・UKニュールーツに影響を受けたサウンドで活動を開始する。
ルーツレゲエ、ニュールーツを基盤にメンバーが好きなテイストを絡めたオリジナル・スタイルを確立しリアルタイムで演奏される、力強く安定感のあるSTEPPERを軸としたRIDDIMとなめらかなメロディに加え,力強いルーツレゲエサウンドが幅広い注目を集める。
一時活動を休止していたが、2024年に見事な復活を遂げ、活動を再開している。
2008年には九州最大の野外フェス「SUNSET LIVE」へ初出演を果たし、バンドのキャリアを積み始める。
2009年、Don LettsやZion Trainなど、海外アーティストらと共演。 またこの年、1st Albumとなる「DUBEXPLOSION」を発表。
2011年、ジャマイカのルーツシンガー、Prince AllaとMighty Massaとの共作「Solid locks」を7inchでリリース。 
2012年、「CONCRETE JUNGLE」と「Take It Easy」をリリース。
2013年にヴィレッジアゲインより待望のメジャーデビューアルバム「LOVE REGGAE MUSIC」をリリース。
2014年「Promised Land」をリリース。
2017年「THE EXPLOSIONS AND 6 VOICES」をリリース。
2024年　見事に復活を果たし、活動開始。
2025年　「DUB CONFERENCE」をリリース

## メンバー
- DAISUKE（ドラム）
- HARADUB（ベース）
- E-CEE（ギター・ダブ）
- KEIKO（キーボード）
- HDK（パーカッション）

## ディスコグラフィー
■2009年には、初音源となる"DUB EXPLOSION"をリリース。

日本が世界に誇るDUB エンジニアでもあるMIGHTY MASSAが数曲MIXを手掛けたタフな1枚となっている。

■2011年アナログ7inch"SOLID LOCKS"をリリース。JAMAICAの重鎮RootsシンガーPRINCE ALLA＆MIGHTY MASSAとフィーチャーしヨーロッパでも賞賛を浴びる。

■2012年にはSINGLE CD"CONCRETE JUNGLE"同年末には"TAKE IT EASY"をそれぞれリリース。

■2013年にはVillage Again Associationより2nd Album "LOVE REGGAE MUSIC"をリリース。

■2025年にはDUB CONFERENCEをリリース